# Вінер Нойштадт (стадіон)
«Вінер Нойштадт-Штадіон» (нім. Wiener Neustädter Stadion) — футбольний стадіон в однойменному австрійському місті, домашня арена однойменного футбольного клубу. 
Стадіон відкритий 1955 року як домашня арена ФК «Вінер-Нойштадтер». У 1980 році реконструйований, в результаті чого встановлено систему освітлення та споруджено дах над основною трибуною. З 1995 року, після вильоту «Вінер-Нойштадтера» з професійної ліги, арена не приймала професійних матчів. У 2008 році стадіон став домашньою ареною для новоствореного ФК «Вінер-Нойштадт». Тоді ж було здійснено капітальну реконструкцію арени. Встановлено нові глядацькі крісла на трибунах, оновлено систему освітлення, облаштовано підтрибунні приміщення та інформаційно-трансляційний пункт, встановлено систему телерадіотрансляції. На полі встановлено штучний газон, який згодом був замінений на природний. Площа спідвей-треку, який розташований навколо поля, зменшена за рахунок його звуження біля бокових трибун та перенесення за бокову трибуну. Трек зайнятий технічною зоною поля, яка за потреби знімається. Таким чином, арена із футбольного стадіону трансформується на трек для спідвею. 
У 2014 році було оголошено конкурс на комерційну назву арени, який проходив у формі лотереї. Внесок кожного з учасників склав € 500. Переможцем конкурсу стала компанія з виробництва м'яких іграшок, в результаті чого стадіон отримав назву «Теддібарен-унд Плюшштадіон». Сам конкурс планувався як маркетинговий хіт задля залучення інвестицій для розвитку футболу у Вінер-Нойштадті. Також стадіон називають «Магна Арена» — від частки, яка раніше мала місце у назві ФК «Вінер-Нойштадтер».
У 2017 році за підтримки Бундесліги було розроблено проект нового стадіону «Вінер-Нойштадтера» потужністю 3 500 глядачів,  який відповідатиме вимогам найвищого дивізіону та УЄФА. Старий стадіон залишиться у структурі клубу і буде використовуватися для проведення окремих матчів, зокрема дублюючих складів команди.